# اوستیلوه
شهر اوستیلوه (به روسی: Устилуг) در استان ولین در کشور اوکراین واقع شده‌است. جمعیت این شهر ۲,۰۸۲ نفر است. (۲۰۲۱ تخمینی)